# The Messenger (romance)
The Messenger (A Mensageira, na edição em Portugal, ou A Infiltrada, na edição no Brasil) é um livro de ficção de espionagem do escritor norte-americano Daniel Silva, publicado pela primeira vez no ano 2006.
Em Portugal, foi editado em 2007, com tradução de Luís Santos, pela Bertrand Editora.